# Canton de Chantilly
Le canton de Chantilly est une circonscription électorale française située dans le département de l'Oise et la région Hauts-de-France.

## Géographie
Ce canton est organisé autour de Chantilly dans l'arrondissement de Senlis. 

## Histoire
Le canton a été créé par décret du 13 juillet 1973 divisant le canton de Creil.
Par décret du 20 février 2014, le nombre de cantons du département est divisé par deux, avec mise en application aux élections départementales de mars 2015. Le canton de Chantilly est conservé et s'agrandit. Il passe de 6 à 10 communes.

## Représentation

### Représentation avant 2015
| Période | Période | Identité         | Étiquette    | Qualité |
| ------- | ------- | ---------------- | ------------ | --- |
| 1973    | 1985    | François Prader  | RI puis dvd  | Directeur d'un cabinet d'assurances Maire de Chantilly (1967-1983)                                                                                            |
| 1985    | 1998    | Jacques Rimbert  | RPR          | Artisan serrurier. Maire de Lamorlaye (1975-1999) |
| 1998    | 2015    | Patrice Marchand | RPR puis UMP | Commissaire contrôleur des assurances au ministère de l'Économie et des Finances Maire de Gouvieux depuis mars 1983. Ancien Vice-Président du Conseil Général |

### Représentation à partir de 2015
| Période élective | Période élective | Mandat | Mandat   | Identité           | Nuance | Nuance | Qualité |
| ---------------- | ---------------- | ------ | -------- | ------------------ | ------ | ------ | --- |
| 2015             | 2021             | 2015   | 2021     | Nicole Ladurelle   |        | LR     | Directrice d'école retraitée Maire de Lamorlaye (2014-2017)                                                                                                 |
| 2015             | 2021             | 2015   | 2021     | Patrice Marchand   |        | LR     | Ingénieur général du corps des Mines et contrôleur général économique et financier Maire de Gouvieux Président du Parc Naturel Régional Oise Pays de France |
| 2021             | 2028             | 2021   | en cours | Patrice Marchand   |        | HOR    | Conseiller sortant, Vice-président chargé des finances et de l'audit des politiques départementales, membre d'Horizons                                      |
| 2021             | 2028             | 2021   | en cours | Isabelle Wojtowiez |        | LR     | Maire de Chantilly |

### Résultats détaillés

#### Élections de mars 2015
À l'issue du 1er tour des élections départementales de 2015, deux binômes sont en ballottage : Nicole Ladurelle et Patrice Marchand (Union de la Droite, 47,55 %) et Anne-Marie Assier et Charles Hourcade (FN, 27,06 %). Le taux de participation est de 48,08 % (14 807 votants sur 30 795 inscrits) contre 51,32 % au niveau départemental et 50,17 % au niveau national.
Au second tour, Nicole Ladurelle et Patrice Marchand (Union de la Droite) sont élus avec 70,84 % des suffrages exprimés et un taux de participation de 46,06 % (9 318 voix pour 14 186 votants et 30 796 inscrits).

#### Élections de juin 2021
Le premier tour des élections départementales de 2021 est marqué par un très faible taux de participation (33,26 % au niveau national). Dans le canton de Chantilly, ce taux de participation est de 32,65 % (9 967 votants sur 30 524 inscrits) contre 32,46 % au niveau départemental. À l'issue de ce premier tour, deux binômes sont en ballottage : Patrice Marchand et Isabelle Wojtowiez (LR, 51,51 %) et Philippe Maurice Leroy et Martine Million (RN, 19,25 %).
Le second tour des élections est marqué une nouvelle fois par une abstention massive équivalente au premier tour. Les taux de participation sont de 34,36 % au niveau national, 32,8 % dans le département et 33,06 % dans le canton de Chantilly. Patrice Marchand et Isabelle Wojtowiez (LR) sont élus avec 79,55 % des suffrages exprimés (7 511 voix pour 10 093 votants et 30 530 inscrits),,. 

## Composition

### Composition avant 2015
Le canton de Chantilly regroupait 6 communes.
| Nom                   | Code Insee | Codepostal | Superficie (km2) | Population (dernière pop. légale) | Densité (hab./km2) |
| --------------------- | ---------- | ---------- | ---------------- | --------------------------------- | ------------------ |
| Chantilly (chef-lieu) | 60141      | 60500      | 16,19            | 11 215 (2012)                     | 693                |
| Apremont              | 60022      | 60300      | 13,62            | 704 (2012)                        | 52                 |
| Coye-la-Forêt         | 60172      | 60580      | 6,96             | 3 780 (2012)                      | 543                |
| Gouvieux              | 60282      | 60270      | 23,25            | 9 166 (2012)                      | 394                |
| Lamorlaye             | 60346      | 60260      | 15,34            | 9 211 (2012)                      | 600                |
| Saint-Maximin         | 60589      | 60740      | 12,33            | 2 892 (2012)                      | 235                |

Situation du canton de Chantilly dans le département de l'Oise avant 2015.
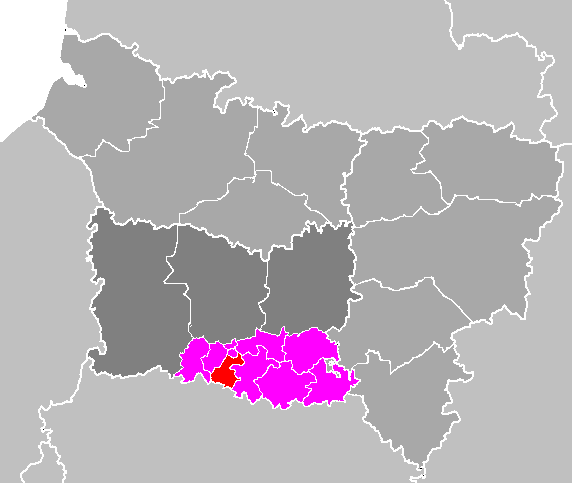
Situation du canton de Chantilly dans le département de l'Oise avant 2015.

### Composition à partir de 2015
Le canton de Chantilly regroupe désormais 10 communes.
| Nom                               | Code Insee | Intercommunalité         | Superficie (km2) | Population (dernière pop. légale) | Densité (hab./km2) | Modifier                                    |
| --------------------------------- | ---------- | ------------------------ | ---------------- | --------------------------------- | ------------------ | ------------------------------------------- |
| Chantilly (bureau centralisateur) | 60141      | CC de l'Aire Cantilienne | 16,19            | 10 740 (2022)                     | 663                | modifier les données · modifier les données |
| Apremont                          | 60022      | CC de l'Aire Cantilienne | 13,62            | 638 (2022)                        | 47                 | modifier les données · modifier les données |
| Boran-sur-Oise                    | 60086      | CC Thelloise             | 11,25            | 2 135 (2022)                      | 190                | modifier les données · modifier les données |
| Coye-la-Forêt                     | 60172      | CC de l'Aire Cantilienne | 6,96             | 3 868 (2022)                      | 556                | modifier les données · modifier les données |
| Crouy-en-Thelle                   | 60185      | CC Thelloise             | 5,87             | 1 100 (2022)                      | 187                | modifier les données · modifier les données |
| Gouvieux                          | 60282      | CC de l'Aire Cantilienne | 23,25            | 8 934 (2022)                      | 384                | modifier les données · modifier les données |
| Lamorlaye                         | 60346      | CC de l'Aire Cantilienne | 15,34            | 9 097 (2022)                      | 593                | modifier les données · modifier les données |
| Le Mesnil-en-Thelle               | 60398      | CC Thelloise             | 6,09             | 2 392 (2022)                      | 393                | modifier les données · modifier les données |
| Morangles                         | 60429      | CC Thelloise             | 5,93             | 408 (2022)                        | 69                 | modifier les données · modifier les données |
| Saint-Maximin                     | 60589      | CA Creil Sud Oise        | 12,33            | 3 153 (2022)                      | 256                | modifier les données · modifier les données |
| Canton de Chantilly               | 6003       |                          | 116,83           | 42 465 (2022)                     | 363                | modifier les données                        |

## Démographie

### Démographie avant 2015
| 1975   | 1982   | 1990   | 1999   | 2006   | 2011   | 2012   |
| ------ | ------ | ------ | ------ | ------ | ------ | ------ |
| 28 650 | 32 049 | 35 244 | 35 137 | 36 625 | 36 776 | 36 968 |

### Démographie depuis 2015
En 2022, le canton comptait 42 465 habitants, en évolution de +0,27 % par rapport à 2016 (Oise : +0,87 %, France hors Mayotte : +2,11 %).
| 2013   | 2018   | 2022   |
| ------ | ------ | ------ |
| 42 970 | 42 184 | 42 465 |